# INXS
Gli INXS sono stati un gruppo musicale australiano, formatosi a Sydney nel 1977.
Tra i fenomeni di punta della new wave e del pop elettronico anni Ottanta e Novanta, si imposero all'attenzione internazionale nel 1984 con il fortunato singolo Original Sin e conobbero un successo pressoché costante fino alla morte di Michael Hutchence, uno dei membri fondatori, avvenuta nel 1997.
Dopo tale data il gruppo produsse solo due ulteriori album in studio prima della fine attività de facto: dal 2012 infatti, pur non avendo mai ufficialmente proclamato lo scioglimento, i membri del gruppo non sono più attivi se non con progetti solisti.

## Storia

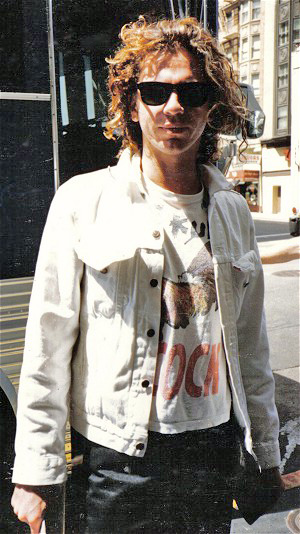
Michael Hutchence (1960-1997)

Gli INXS si costituirono nel 1977 a Sydney sotto il nome di Farriss Brothers, per cambiarlo nel 1980 in INXS.
All'epoca il gruppo era composto dai tre fratelli Farriss (Tim, 1957, chitarra; John, 1961, batteria; Andrew, 1959, tastiere), Michael Hutchence (1960-97, voce), Kirk Pengilly (1958, chitarra, sassofono, voce) e Garry Beers (1957, basso e voce).
L'album di debutto, INXS è del 1980 e ad esso fecero seguito Underneath the Colours nel 1981 e Shabooh Shoobah nel 1982, entrato nella U.S. Top 50.
Fino ad allora erano un gruppo poco conosciuto al di fuori dell'Australia ma nel 1984, con l'album The Swing contenente la canzone Original Sin, il gruppo scala le vette della musica europea e statunitense. L'anno successivo l'album Listen Like Thieves riceve gli onori del merito, nonostante la critica inglese sia avversa nei confronti della band. Nel 1986 Michael Hutchence si presta come attore per il film Cani nello spazio, ottenendone anche il singolo da Top 10 Rooms for the Memory, colonna sonora del film.
Nello stesso anno prende il via anche la tournée mondiale della band. Nel 1987 pubblicano Kick, contenente canzoni come New Sensation, Mistify, Devil Inside e non ultima Need You Tonight, forse la canzone più famosa del gruppo. Arrivano primi nella classifica inglese col singolo "Need You Tonight" nel gennaio 1988. Dopo l'album X del 1990 la band si prende un anno di pausa e i suoi componenti si dedicano a progetti da solisti. Nel 1991 producono l'album live Live Baby Live, nato dal concerto allo stadio di Wembley. Nello stesso anno ricevono una nomination ai Grammy Awards per il singolo "Suicide Blonde" e prendono parte allo straordinario show Rock in Rio. Pubblicano nel 1992 Welcome to Wherever You Are, l'album destinato a divenire il vero preferito da gran parte dei fan. Del 1993 Full Moon, Dirty Hearts. Nel 1994 il primo Greatest Hits. L'album del 1997, Elegantly Wasted fu l'ultimo con il gruppo per Michael Hutchence: fu trovato morto il 22 novembre 1997 in una stanza di albergo a Sydney, in circostanze controverse.
Dal 1998 al 2003 per sopperire alla morte di Hutchence gli INXS si rivolgono occasionalmente a cantanti come Terence Trent D'Arby (in occasione dei giochi olimpici di Sydney) e Jimmy Barnes. Negli anni successivi gli INXS cercano in vari modi un sostituto per il loro defunto leader: nel 2005 il gruppo è addirittura arrivato a realizzare un concorso televisivo per trovare il sostituto del carismatico cantante Michael Hutchence. Dopo una serie di provini, i rimanenti componenti del gruppo hanno dichiarato di nutrire dubbi che il loro frontman potesse essere sostituito. Alla fine del reality show, comunque, il gruppo ha ingaggiato J.D. Fortune, il semisconosciuto vincitore della gara canora.

## Formazione

### Ultima
- Ciaran Gribbin – voce (2011–2012)
- Tim Farriss – chitarra (1977–2012)
- Kirk Pengilly – chitarra, sassofono, voce (1977–2012)
- Garry Beers – basso, voce (1977–2012)
- Andrew Farriss – tastiere, armonica (1977–2012)
- Jon Farriss – batteria (1977–2012)

### Ex componenti
- Michael Hutchence - voce (1977-1997 Deceduto nel 1997)
- Jonathan Stevens - voce (2002-2003)
- J.D. Fortune - voce (2005-2011)

### Turnisti
- Jimmy Barnes - voce (1998)
- Terence Trent D'Arby - voce (1999)
- Russell Hitchcock - voce (1999)
- Suze DeMarchi - voce (2000)

## Discografia parziale

### Album in studio
- 1980 – INXS
- 1981 – Underneath the Colours
- 1982 – Shabooh Shoobah
- 1984 – The Swing
- 1985 – Listen Like Thieves
- 1987 – Kick
- 1990 – X
- 1992 – Welcome to Wherever You Are
- 1993 – Full Moon, Dirty Hearts
- 1997 – Elegantly Wasted
- 2005 – Switch
- 2016 - Back In Time

### Album dal vivo
- 1991 – Live Baby Live
- 2005 – INXS: Live At Barker Hangar
- 2009 – Live Germany 1984
- 2014 – Live at Wembley Stadium 1991

### EP
- 1983 – Dekadance
- 2004 – Bang the Drum

### Raccolte
- 1982 – INXSIVE
- 1994 – The Greatest Hits
- 2001 – Shine Like It Does: The Anthology (1979-1997)
- 2002 – Definitive INXS/The Best of INXS
- 2002 – The Years 1979-1997
- 2002 – Stay Young 1979-1982
- 2004 – Original Sin: The Collection
- 2004 – INXS²: The Remixes
- 2006 – Taste It: The Collection
- 2010 – Platinum: Greatest Hits + Seriously Live
- 2010 – Original Sin
- 2011 – Remastered
- 2011 – The Very Best of INXS

### Singoli
- Original Sin (1984)
- Need You Tonight (1987)
- New Sensaction (1987)
- Devil Inside (1987)
- Sacriface (1988)
- Suicide Blonde (1990)
- Baby Don't Cry (1992)